# Notocera cruciatus
Notocera cruciatus är en insektsart som beskrevs av Fabricius. Notocera cruciatus ingår i släktet Notocera och familjen hornstritar. Inga underarter finns listade i Catalogue of Life.